# Ana Rucner
Ana Rucner (nacida el 12 de febrero de 1983, Zagreb , Croacia) es una violonchelista croata. Es conocida por ser nombrada representante de Bosnia y Herzegovina en Eurovisión 2016

## Biografía

### Infancia
Nació el 12 de febrero de 1983 en Zagreb. Sus primeros años fue recibió educación musical en la Escuela de música Bašić Elly junto al profesor Dobrila Berkovic. Siendo 10 años después aceptada en la Academia de música de la Universidad de Zagreb estudiando con Zeljko Svaglic y graduándose como violonchelista profesional para el 2005.

### Carrera
Es una artista clásica innovadora con numerosos reconocimientos. Siendo una de las artistas más exitosas de su país gracias a sus bien recibidos espectáculos en muchos lugares del mundo. Su estilo único es por el cual ganó tanto éxito, tomando elementos de música clásica y moderna tocando el violonchelo electrónico haciendo que ella tomara fuerza también en los jóvenes siendo enormemente elogiada por la prensa en sus numerosos y variados conciertos.
Ha trabajado con grandes como la Filarmónica de Maribor, Peter Soave y David Muller de Il Divo.

## Discografía

### Como solista
- Álbum "Para los pequeños ángeles" canciones de cuna clásicas
- Álbum "Expresión" Classic Rock
- Mundo Clásico y bellezas croatas (realizado en colaboración con la Junta Nacional de Turismo de Croacia)
- canciones de cuna eternas (álbum de música y cuentos antes de dormir para los niños, en colaboración con el escritor alemán Roswitha Moralić)

## Premios y nominaciones
- Premio Baldo Cupic, mejor película de turismo, Zagreb 2010
- Best Music Award en el Golden Interstas, Croacia 2011
- Gala Global festival declarada embajadora del turismo en Beijing 2011
- Premio Prestigious de Das GoldeneStadttor , Berlín 2012
- Oscar regional de la popularidad, Bosnia y Herzagovina 2015